# Panteón Rococó (Film)
Panteón Rococó ist ein Dokumentarfilm aus dem Jahr 2003.

## Beschreibung
Die Mischung aus Live-Mitschnitt, Politreportage und Reiseführer porträtiert nicht nur die mexikanische Ska-Punk-Band Panteón Rococó, sondern zeigt außerdem die politischen Verhältnisse in Mexiko.
Interviews mit Bandmitgliedern, Mitarbeitern von Indymedia-Chiapas und Vertretern von Menschenrechtsorganisationen beleuchten die sozialen Probleme der mexikanischen Gesellschaft und den Kampf für die Rechte der indigenen Bevölkerung.
Außerdem werden die Ziele der EZLN (Ejército Zapatista de Liberación Nacional) vorgestellt und ein kurzer Überblick über die Geschehnisse seit dem Zapatisten-Aufstand von 1994 gegeben.